# Трі-Гіллс
Трі-Гіллс (англ. Three Hills) — містечко в Канаді, у провінції Альберта, у складі муніципального району Нігілл.

## Населення
За даними перепису 2016 року, містечко нараховувало 3212 осіб, показавши зростання на 0,4 %, порівняно з 2011-м роком. Середня густина населення становила 475,7 осіб/км².
З офіційних мов обидвома одночасно володіли 70 жителів, тільки англійською — 3 060, а 10 — жодною з них. Усього 310 осіб вважали рідною мовою не одну з офіційних, з них 5 — українську.
Працездатне населення становило 1 505 осіб (61,9 % усього населення), рівень безробіття — 8 % (10,5 % серед чоловіків та 5 % серед жінок). 82,1 % осіб були найманими працівниками, а 17,6 % — самозайнятими.
Середній дохід на особу становив $38 804 (медіана $31 925), при цьому для чоловіків — $48 804, а для жінок $29 399 (медіани — $43 008 та $24 757 відповідно).
25,9 % мешканців мали закінчену шкільну освіту, не мали закінченої шкільної освіти — 16,3 %, 57,8 % мали післяшкільну освіту, з яких 26,3 % мали диплом бакалавра, або вищий, 15 осіб мали вчений ступінь.
| Статево-вікова структура населення | Статево-вікова структура населення | Статево-вікова структура населення | Статево-вікова структура населення | Статево-вікова структура населення |
| ---------------------------------- | ---------------------------------- | ---------------------------------- | ---------------------------------- | ---------------------------------- |
|                                    |                                    |                                    |                                    |                                    |
| Всього                             | Всього                             | 48,8%51,2%                         |                                    |                                    |
| 0 — 14 років                       | 0 — 14 років                       |                                    | 18,7%                              | 18,7%                              |
| 15 — 64 років                      | 15 — 64 років                      |                                    | 57,5%                              | 57,5%                              |
| 65 і більше                        | 65 і більше                        |                                    | 23,8%                              | 23,8%                              |
| 85 і більше                        | 85 і більше                        |                                    | 5,4%                               | 5,4%                               |
| Середній вік (років)               | Середній вік (років)               | 39,945,3                           | 42,7                               | 42,7                               |
| Медіана (років)                    | Медіана (років)                    | 39,344,8                           | 42,4                               | 42,4                               |
| — чоловіки — жінки                 |                                    |                                    |                                    |                                    |

| Походження мешканців:     | Походження мешканців:     | Походження мешканців: | Походження мешканців: | Походження мешканців: |
| ------------------------- | ------------------------- | --------------------- | --------------------- | --------------------- |
| Походження                |                           |                       | осіб                  | %                     |
| Корінні американці        | Корінні американці        |                       | 130                   | 4.05%                 |
| Інше північноамериканське | Інше північноамериканське |                       | 995                   | 30.98%                |
| Європейське               | Європейське               |                       | 2 535                 | 78.92%                |
| британське                | британське                |                       | 1 530                 | 47.63%                |
| французьке                | французьке                |                       | 260                   | 8.09%                 |
| українське                | українське                |                       | 145                   | 4.51%                 |
| Латинськоамериканське     | Латинськоамериканське     |                       | 30                    | 0.93%                 |
| Азійське                  | Азійське                  |                       | 150                   | 4.67%                 |
| Океанійське               | Океанійське               |                       | 10                    | 0.31%                 |

| Зайнятість населення за галузями (за класифікацією NOC): | Зайнятість населення за галузями (за класифікацією NOC): | Зайнятість населення за галузями (за класифікацією NOC): | Зайнятість населення за галузями (за класифікацією NOC): | Зайнятість населення за галузями (за класифікацією NOC): |
| -------------------------------------------------------- | -------------------------------------------------------- | -------------------------------------------------------- | -------------------------------------------------------- | -------------------------------------------------------- |
|                                                          |                                                          |                                                          |                                                          |                                                          |
| Управління                                               | Управління                                               |                                                          | 12,3%                                                    | 12,3%                                                    |
| Бізнес, фінанси та адміністрування                       | Бізнес, фінанси та адміністрування                       |                                                          | 12,7%                                                    | 12,7%                                                    |
| Природничі та прикладні науки                            | Природничі та прикладні науки                            |                                                          | 3%                                                       | 3%                                                       |
| Охорона здоров'я                                         | Охорона здоров'я                                         |                                                          | 7,3%                                                     | 7,3%                                                     |
| Освіта, правозахист, муніципальні та урядові служби      | Освіта, правозахист, муніципальні та урядові служби      |                                                          | 12,3%                                                    | 12,3%                                                    |
| Мистецтво, культура, відпочинок та спорт                 | Мистецтво, культура, відпочинок та спорт                 |                                                          | 2,3%                                                     | 2,3%                                                     |
| Роздрібна торгівля та послуги                            | Роздрібна торгівля та послуги                            |                                                          | 22,7%                                                    | 22,7%                                                    |
| Гуртова торгівля, транспорт та обладнання                | Гуртова торгівля, транспорт та обладнання                |                                                          | 18,7%                                                    | 18,7%                                                    |
| Природні ресурси, сільське господарство                  | Природні ресурси, сільське господарство                  |                                                          | 5%                                                       | 5%                                                       |
| Виробництво                                              | Виробництво                                              |                                                          | 3,7%                                                     | 3,7%                                                     |

## Клімат
Середня річна температура становить 3,2°C, середня максимальна – 22,2°C, а середня мінімальна – -19,6°C. Середня річна кількість опадів – 399 мм.
| Клімат поселення                              | Клімат поселення | Клімат поселення | Клімат поселення | Клімат поселення | Клімат поселення | Клімат поселення | Клімат поселення | Клімат поселення | Клімат поселення | Клімат поселення | Клімат поселення | Клімат поселення | Клімат поселення |
| Показник                                      | Січ.             | Лют.             | Бер.             | Квіт.            | Трав.            | Черв.            | Лип.             | Серп.            | Вер.             | Жовт.            | Лист.            | Груд.            |                  |
| Середній максимум, °C                         | −5,5             | −1,5             | 3,52             | 11,48            | 17,51            | 21,50            | 22,21            | 21,76            | 16,67            | 10,70            | 1,52             | −4,84            |                  |
| Середня температура, °C                       | −12,56           | −8,56            | −3,52            | 4,40             | 10,48            | 14,44            | 16,44            | 16,00            | 10,90            | 4,94             | −4,24            | −10,61           |                  |
| Середній мінімум, °C                          | −19,62           | −15,61           | −10,58           | −2,64            | 3,41             | 7,39             | 10,68            | 10,23            | 5,14             | −0,83            | −10,01           | −16,38           |                  |
| Норма опадів, мм                              | 17               | 13               | 18               | 24               | 47               | 72               | 67               | 52               | 43               | 16               | 15               | 15               |                  |
| Середньомісячна швидкість вітру, м/с          | 3.73             | 3.60             | 3.90             | 4.16             | 4.11             | 3.80             | 3.40             | 3.22             | 3.59             | 3.88             | 3.94             | 3.85             |                  |
| Середньомісячна сонячна радіація, кДж/м²·день | 3956             | 7407             | 12605            | 17305            | 20613            | 22049            | 22985            | 19384            | 13449            | 8060             | 4121             | 2977             |                  |
| --------------------------------------------- | ---------------- | ---------------- | ---------------- | ---------------- | ---------------- | ---------------- | ---------------- | ---------------- | ---------------- | ---------------- | ---------------- | ---------------- | ---------------- |
| Джерело:                                      |                  |                  |                  |                  |                  |                  |                  |                  |                  |                  |                  |                  |                  |

## Галерея

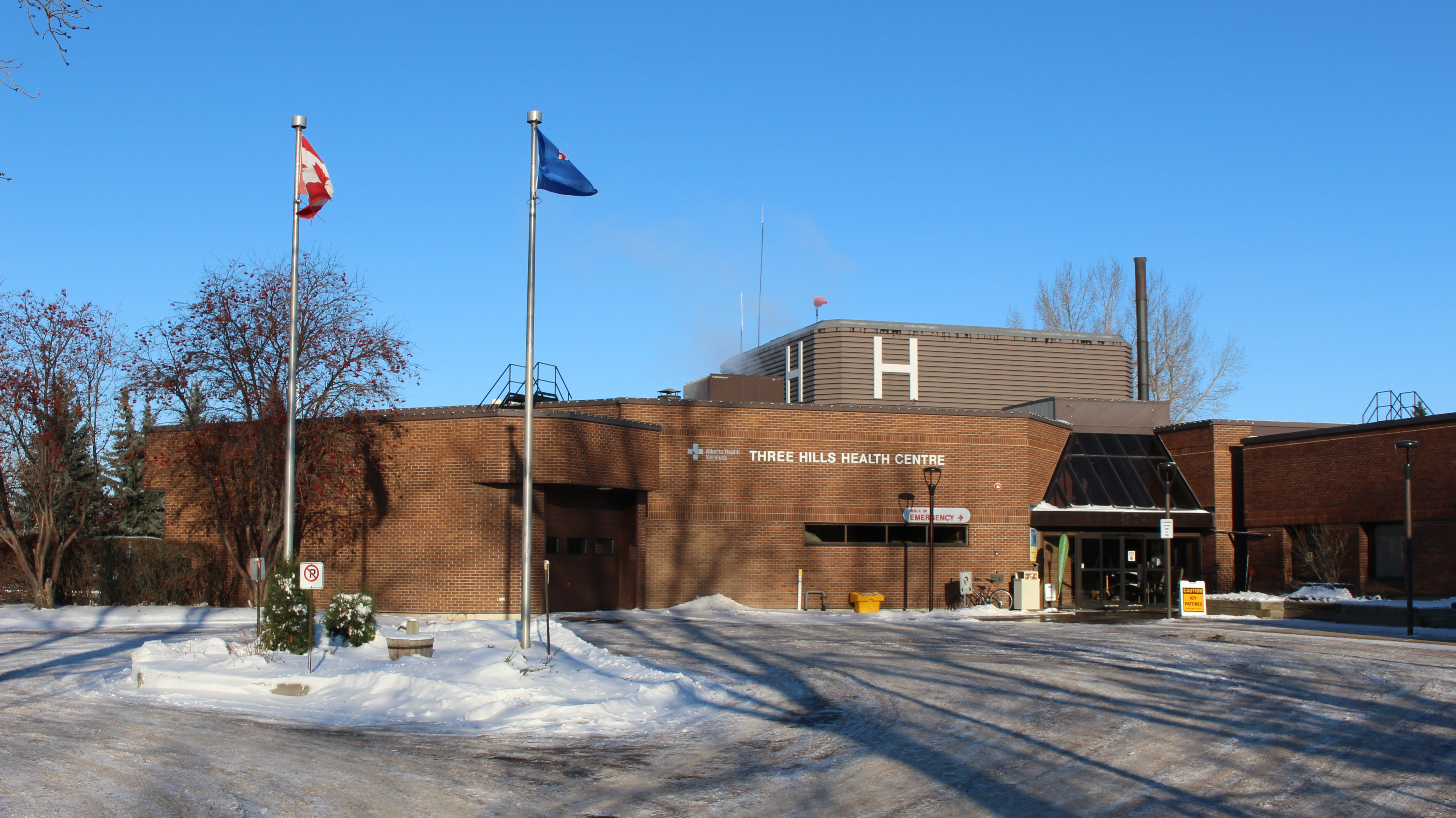
Центр здоров'я
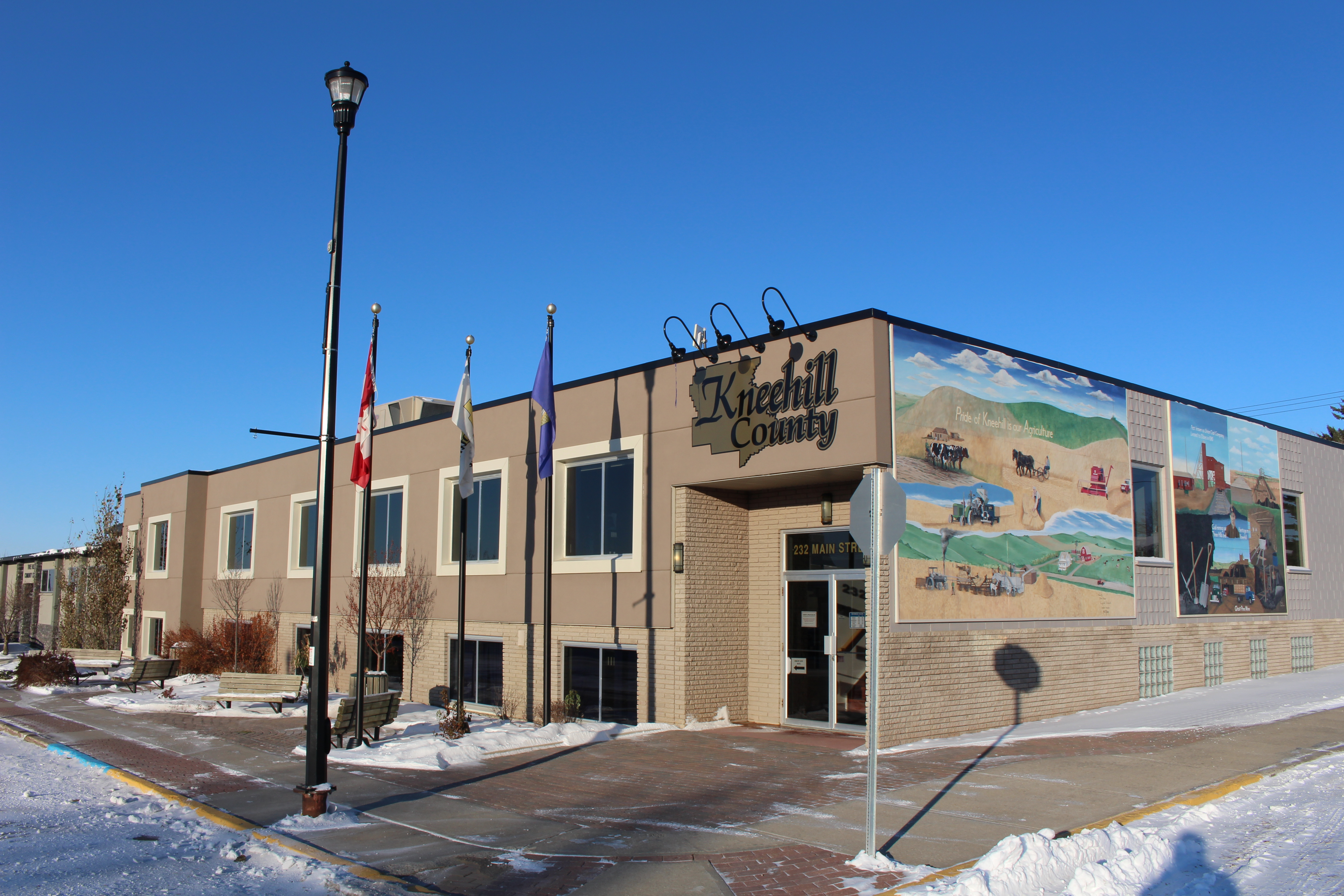
Муніципалітет району Нігілл
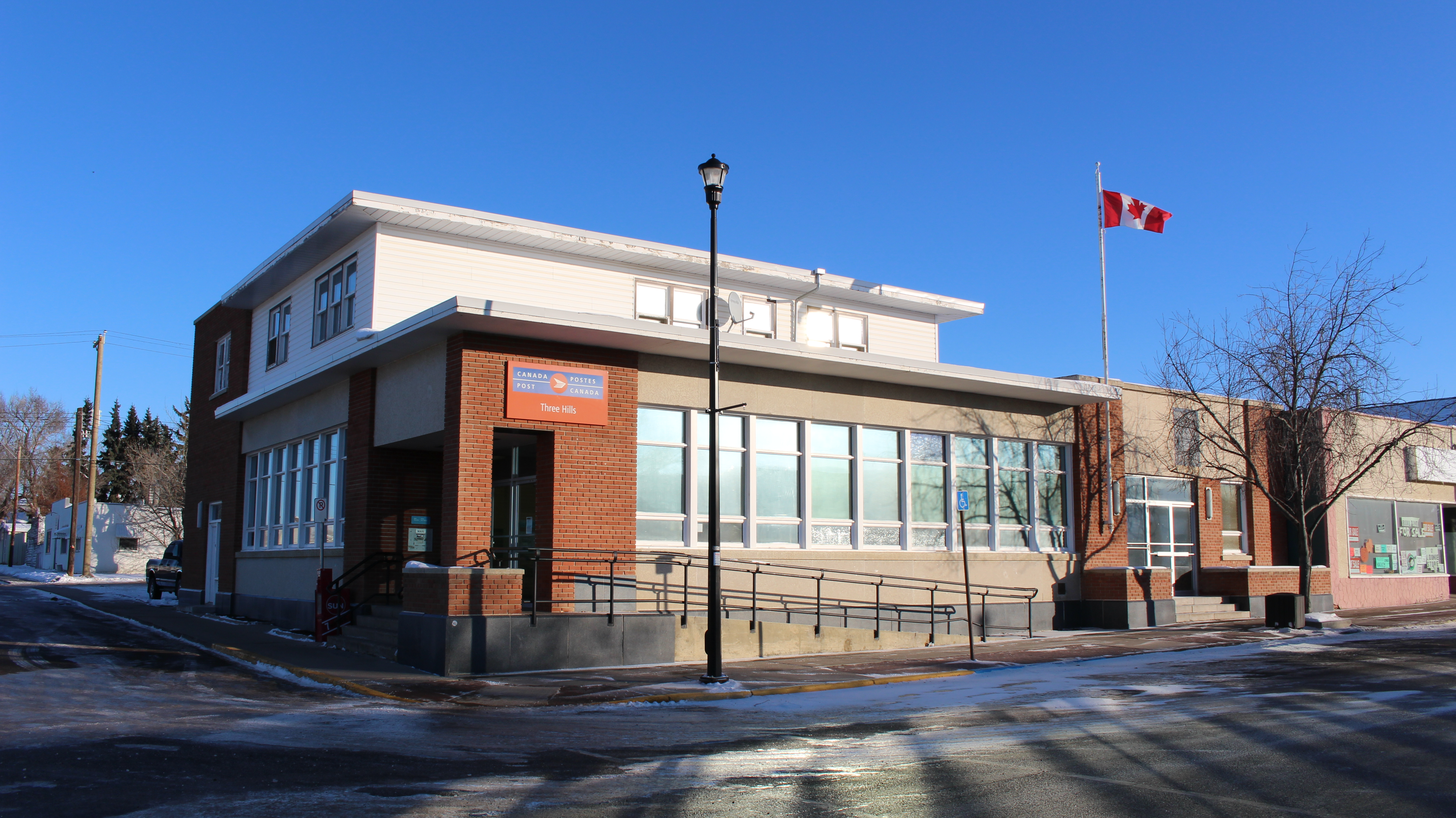
Пошта